# Alta via della grande guerra
L'Alta via della grande guerra è un percorso montano nelle prealpi Vicentine.
La proposta di realizzare un'alta via di carattere escursionistico-culturale è nata negli anni 2000 e si è concretizzata nel 2023 mediante un finanziamento del Governo Italiano (fondi per lo sviluppo e la coesione), assegnati a regione Veneto, messi a disposizione per un progetto di valorizzazione della storia del territorio vicentino in ordine ai fatti relativi alla Prima guerra mondiale. Il percorso si compone di 16 tappe e tocca quattro dei sacrari militari in provincia di Vicenza.

## Storia
L'idea di un'Alta via per valorizzare i fatti storici che hanno riguardato la Prima guerra mondiale sul territorio vicentino è stata avviata negli anni 2000, con riferimento alla legge numero 78 del 2001 - Tutela del patrimonio storico della Prima guerra mondiale. La progettazione e lo sviluppo del percorso si sono intensificati a partire dal 2010, quando sono stati avviati studi e collaborazioni tra enti locali, associazioni e volontari per definire l'itinerario e le opere necessarie. Nel 2015 viene annunciato un finanziamento per il progetto da parte di regione Veneto per 665.000 euro, risorse governative attinte dal Fondo per lo sviluppo e la coesione. Il progetto giunge a compimento nel 2023. Il lavoro di recupero e valorizzazione ha interessato la provincia di Vicenza, l’Unione Montana Spettabile Reggenza dei Sette Comuni, la regione Veneto e 24 comuni del territorio.

## Itinerario
L'itinerario si svolge prevalentemente mediante sentieri CAI già esistenti su cui sono stati installati cartelli informativi.
l'Alta via permette di raggiungere quattro dei sacrari militari della Prima guerra mondiale situati nella provincia di Vicenza:
- Sacrario militare del Pasubio
- Ossario del monte Cimone
- Sacrario militare di Asiago
- Sacrario militare del monte Grappa

### Le 16 tappe
| Numero Tappa              | Foto del Punto di partenza                    | Punto di partenza                                  | Punto di arrivo                                    | Difficoltà | Distanza in Km | Dislivello      |
| ------------------------- | --------------------------------------------- | -------------------------------------------------- | -------------------------------------------------- | ---------- | -------------- | --------------- |
| 1.                        |                                               | Bocchetta Campiglia                                | Rifugio Achille Papa                               | Media      | 5.9            | +600 m / -200 m |
| 2.                        | Rifugio Achille Papa.                         | Rifugio Achille Papa                               | Sacrario militare del Pasubio                      | Alta       | 12.4           | +700 m / -300 m |
| 3.                        | Sacrario Militare del Monte Pasubio.          | Sacrario militare del Pasubio                      | Bocchetta Campiglia                                | Media      | 9.8            | +200 m / -600 m |
| 4.                        | Il Pasubio.                                   | Bocchetta Campiglia                                | bivio per Malga Campedello (Schio)                 | Facile     | 10.6           | +400 m / -100 m |
| 5.                        | Novegno, passo di Campedello e monte Priaforà | bivio per Malga Campedello (Schio)                 | Frazione Castana (comune di Arsiero)               | Facile     | 11.2           | +200 m / -100 m |
| 6.                        | Monumento ai Caduti, Castana.                 | Frazione Castana (comune di Arsiero)               | Tonezza del Cimone                                 | Media      | 14.5           | +600 m / -300 m |
| 7.                        | Tonezza del Cimone.                           | Tonezza del Cimone                                 | Piazzale Principe di Piemonte (Cogollo del Cengio) | Facile     | 15.2           | +200 m / -400 m |
| 8.                        | Asiago, veduta dal Sacrario militare.         | Piazzale Principe di Piemonte (Cogollo del Cengio) | Sacrario militare di Asiago                        | Media      | 16.6           | +300 m / -200 m |
| Percorso di avvicinamento | Sacrario Militare di Asiago.                  | Sacrario militare di Asiago                        | Forte Interrotto (Asiago)                          | Facile     | 12             | -200 m          |
| 9.                        | Forte Interrotto.                             | Forte Interrotto (Asiago)                          | Monte Zebio                                        | Media      | 12.3           | +500 m / -200 m |
| 10.                       | Monte Zebio.                                  | Monte Zebio                                        | Monte Ortigara                                     | Alta       | 18.7           | +700 m / -300 m |
| 11.                       | Monte Ortigara.                               | Monte Ortigara                                     | Rifugio Adriana, ex malga Moline (Asiago)          | Media      | 5.6            | +400 m / -200 m |
| 12.                       | Monte Verena.                                 | Rifugio Adriana, ex malga Moline (Asiago)          | Malga Slapeur (Foza)                               | Facile     | 14.7           | +300 m / -100 m |
| 13.                       | Commemorazione Malga Slapeur.                 | Malga Slapeur (Foza)                               | Foza                                               | Facile     | 10.9           | +200 m / -300 m |
| 14.                       | Foza.                                         | Foza                                               | Valstagna                                          | Media      | 19.8           | +300 m / -400 m |
| 15.                       | Valstagna.                                    | Valstagna                                          | Col Moschin (Solagna)                              | Alta       | 6.5            | +600 m / -200 m |
| 16.                       | Col Moschin.                                  | Col Moschin (Solagna)                              | Sacrario militare del monte Grappa                 | Alta       | 13.5           | +700 m / -500 m |